# Pentaschistis basutorum
Pentaschistis basutorum är en gräsart som beskrevs av Otto Stapf. Pentaschistis basutorum ingår i släktet Pentaschistis och familjen gräs. Inga underarter finns listade i Catalogue of Life.